# Campionati del mondo di BMX - Gara femminile Elite
La gara femminile Elite è una delle prove disputate durante i Campionati del mondo di BMX UCI. Fu corsa per la prima volta nel 1996.

## Albo d'oro
Aggiornato all'edizione 2018.
| Anno | Vincitrice        | Seconda                | Terza                 |
| ---- | ----------------- | ---------------------- | --------------------- |
| 1996 | Natarsha Williams | Natascha Massop        | Kerstin Munski        |
| 1997 | Michelle Cairns   | Karien Gubbels         | Marie McGilvary       |
| 1998 | Rachael Marshall  | Marie McGilvary        | Brigitte Busschers    |
| 1999 | Audrey Pichol     | Dagmara Polakova       | Tatjana Schocher      |
| 2000 | Natarsha Williams | Ellen Bollansee        | Gabriela Diaz         |
| 2001 | Gabriela Diaz     | Marie McGilvary        | Elodie Ajinca         |
| 2002 | Gabriela Diaz     | Karine Chambonneau     | Jana Horakova         |
| 2003 | Elodie Ajinca     | Willy Kanis            | Tatjana Schocher      |
| 2004 | Gabriela Diaz     | Cyrielle Convert       | Alice Jung            |
| 2005 | Willy Kanis       | Renee Junga            | Laëtitia Le Corguillé |
| 2006 | Willy Kanis       | Gabriela Diaz          | Cecile Lazzarotto     |
| 2007 | Shanaze Reade     | Sarah Walker           | Jana Horakova         |
| 2008 | Shanaze Reade     | Anne-Caroline Chausson | Sarah Walker          |
| 2009 | Sarah Walker      | Eva Ailloud            | Arielle Martin        |
| 2010 | Shanaze Reade     | Sarah Walker           | Alise Post            |
| 2011 | Mariana Pajón     | Sarah Walker           | Magalie Pottier       |
| 2012 | Magalie Pottier   | Eva Ailloud            | Romana Labounková     |
| 2013 | Caroline Buchanan | Lauren Reynolds        | Manon Valentino       |
| 2014 | Mariana Pajón     | Alise Post             | Laura Smulders        |
| 2015 | Stefany Hernández | Caroline Buchanan      | Simone Christensen    |
| 2016 | Mariana Pajón     | Caroline Buchanan      | Alise Post            |
| 2017 | Alise Post        | Caroline Buchanan      | Mariana Pajón         |
| 2018 | Laura Smulders    | Merel Smulders         | Judy Baauw            |
| 2019 | Alise Willoughby  | Laura Smulders         | Axelle Étienne        |

## Medagliere
| Pos.   | Nazione       | Oro | Argento | Bronzo | Totale |
| ------ | ------------- | --- | ------- | ------ | ------ |
| 1      | Australia     | 4   | 5       | 0      | 9      |
| 2      | Francia       | 3   | 5       | 6      | 14     |
| 3      | Paesi Bassi   | 3   | 5       | 3      | 11     |
| 4      | Stati Uniti   | 3   | 3       | 5      | 11     |
| 5      | Argentina     | 3   | 1       | 1      | 5      |
| 6      | Colombia      | 3   | 0       | 1      | 4      |
| 7      | Gran Bretagna | 3   | 0       | 0      | 3      |
| 8      | Nuova Zelanda | 1   | 3       | 1      | 5      |
| 9      | Venezuela     | 1   | 0       | 0      | 1      |
| 10     | Belgio        | 0   | 1       | 0      | 1      |
| 10     | Slovacchia    | 0   | 1       | 0      | 1      |
| 12     | Rep. Ceca     | 0   | 0       | 3      | 2      |
| 13     | Svizzera      | 0   | 0       | 2      | 2      |
| 14     | Danimarca     | 0   | 0       | 1      | 1      |
| 14     | Germania      | 0   | 0       | 1      | 1      |
| Totale | Totale        | 24  | 24      | 24     | 72     |